# Carla Juriová
Carla Juriová, nepřechýleně Juri, (* 2. ledna 1985 Locarno) je švýcarská herečka, která na filmovém plátně debutovala v roce 2010 rolí Esther v dramatu 180° – Tvůj svět je náhle vzhůru nohama. Herecký výkon jí vynesl Švýcarskou filmovou cenu 2011 pro nejlepší herečku ve vedlejší roli. Následující rok se objevila v dalším dramatickém snímku Někdo jako já, kde jí za postavu Annemarie Geiserové švýcarští filmoví akademici opět přiřkli ocenění, tentokrát pro nejlepší herečku v hlavní roli.
Ve filmu se také objevila v německém komediálním dramatu Finsterworld (2013), či mysteriozním thrillerovém westernu Brimstone (2016). V roce 2017 si zahrála jednu z vedlejších úloh ve Villeneuvově sci-fi dystopii Blade Runner 2049.
V roce 2013 na Berlinale obdržela cenu Shooting Star, každoročně udělovanou deseti mladým evropským hercům.

## Mládí a vzdělání
Narodila se roku 1985 v Locarnu a vyrostla ve vesnici Ambrì, v jihošvýcarském a italsky mluvícím kantonu Ticino. Rodnými jazyky bilingvální herečky jsou němčina a italština, plynně hovoří anglicky a dorozumí se také francouzsky. Otec je právník a matka sochařka.
Na základní škole se začala věnovat lednímu hokeji v oddíle HC Ambrì-Piotta, odkud jako útočnice přestoupila do klubu SC Reinach, v letech 2001–2003 mistra švýcarské ženské ligy. V něm také hrála nejvyšší švýcarskou soutěž. V období 2005–2007 studovala nejdříve Meisnerovu techniku u Douglase Matrangy v Los Angeles. Poté rok působila v divadelním souboru losangeleské společnosti Theatrical Arts Theatre Company, aby mezi lety 2008–2010 navštěvovala hodiny herectví v londýnském The Actors Centre.
O průlom v herecké kariéře usilovala konkurzy v Berlíně, Londýně a Římě.

## Herecká filmografie
| Film     |                                         |                           |                                                            |
| rok      | film                                    | role                      | poznámka                                                   |
| 2006     | Midday Room                             | nevěsta                   | krátkometrážní                                             |
| 2008     | The Space You Leave                     |                           | krátkometrážní                                             |
| 2010     | 180° – Tvůj svět je náhle vzhůru nohama | Esther Grüterová          | Švýcarská filmová cena – nejlepší herečka ve vedlejší roli |
| 2010     | Nemocniční piráti                       | Michis Cousineová         |                                                            |
| 2012     | Jump                                    | Jane                      |                                                            |
| 2012     | Někdo jako já                           | Annemarie Geiserová       | Švýcarská filmová cena – nejlepší herečka                  |
| 2012     | Questo è mio                            | Maestra                   | krátkometrážní, černobílý                                  |
| 2013     | Vlhká místa                             | Helen Memeová             |                                                            |
| 2013     | Finsterworld                            | Natalie                   |                                                            |
| 2013     | Lovely Louise                           | Junge Louiseová           |                                                            |
| 2014     | Spooky & Linda                          | Linda                     | krátkometrážní                                             |
| 2014     | Fossil                                  | Julie                     |                                                            |
| 2016     | Morris z Ameriky                        | Inka                      |                                                            |
| 2016     | Brimstone                               | Elizabeth Brundyová       |                                                            |
| 2016     | Paula                                   | Paula Modersohn-Beckerová |                                                            |
| 2017     | Blade Runner 2049                       | Dr. Ana Stellineová       |                                                            |
| 2017     | Walking to Paris                        |                           |                                                            |
| Televize |                                         |                           |                                                            |
| rok      | film / seriál                           | role                      | poznámka                                                   |
| 2010     | Ho sposato uno sbirro                   |                           | seriál; 1 díl                                              |
| 2011     | Un passo dal cielo                      |                           | seriál; 1 díl                                              |
| 2012     | Kriminalista                            |                           | seriál; 1 díl                                              |